# Nguyễn Đình Chiêu
Nguyễn Đình Chiêu là một sĩ quan cấp cao trong Quân đội nhân dân Việt Nam, hàm Thiếu tướng. Ông hiện là Phó Chính ủy Tổng cục Hậu cần.

## Thân thế và sự nghiệp
Ông từng giữ chức Phó cục trưởng Cục Chính trị Quân khu 1
Tháng 6 năm 2018, bổ nhiệm giữ chức Phó Chính ủy Quân khu 1
Tháng 11 năm 2023, bổ nhiệm giữ chức Phó Chính ủy Tổng cục Hậu cần